# Фужер-Вітре (округ)
Округ Фужер-Вітре (фр. Arrondissement de Fougères-Vitré) — округ у Франції, в департаменті Іль і Вілен. 2023 року округ об'єднував 106 муніципалітетів, населення становило 186 784 особи.
Адміністративний центр (супрефектура) — Фужер.

## Муніципалітети
Список муніципалітетів округу та їхні коди INSEE:
1. Авай-сюр-Сеш (35008)
2. Аманлі (35002)
3. Арбриссель (35005)
4. Аржантре-дю-Плессі (35006)
5. Базуж-ла-Перуз (35019)
6. Балазе (35015)
7. Бе (35014)
8. Біє (35025)
9. Босе (35021)
10. Бреаль-су-Вітре (35038)
11. Брі (35041)
12. Брієль (35042)
13. Буатрюдан (35028)
14. Валь-д'Ізе (35347)
15. Валь-Куенон (35004)
16. Вержеаль (35347)
17. Вілламе (35357)
18. Віссеш (35359)
19. Вітре (35360)
20. Домален (35097)
21. Доманьє (35096)
22. Друж (35102)
23. Еансе (35103)
24. Ербре (35105)
25. Ессе (35108)
26. Етрель (35109)
27. Жавене (35137)
28. Жанзе (35136)
29. Женн-сюр-Сеш (35119)
30. Коем (35082)
31. Комбуртіє (35086)
32. Корніє (35087)
33. Ла-Базуж-дю-Дезер (35018)
34. Ла-Герш-де-Бретань (35125)
35. Ла-Сель-ан-Люїтре (35324)
36. Ла-Сель-Гершез (35325)
37. Ла-Шапель-Ербре (35061)
38. Ла-Шапель-Жансон (35062)
39. Ла-Шапель-Сент-Обер (35063)
40. Ландавран (35141)
41. Ландеан (35142)
42. Ле-Лору (35157)
43. Ле-Пертр (35217)
44. Ле-Порт-дю-Когле (35191)
45. Ле-Тей-де-Бретань (35333)
46. Ле-Тьєрсан (35336)
47. Ле-Ферре (35111)
48. Ле-Шательє (35071)
49. Лекусс (35150)
50. Леньєле (35138)
51. Лувіньє-де-Бе (35161)
52. Лувіньє-дю-Дезер (35162)
53. Люїтре-Домп'єрр (35163)
54. Маан-Рош (35257)
55. Марпіре (35166)
56. Марсіє-Рауль (35164)
57. Марсіє-Робер (35165)
58. Марсіє-Робер (35165)
59. Мартіньє-Фершо (35167)
60. Мелле (35174)
61. Месе (35170)
62. Мондвер (35183)
63. Монто (35190)
64. Монтотур (35185)
65. Монтрей-де-Ланд (35192)
66. Монтрей-су-Перуз (35194)
67. Мулен (35198)
68. Муссе (35199)
69. Мутьє (35200)
70. Нуаяль-су-Базуж (35205)
71. Париньє (35215)
72. Парсе (35214)
73. Посе-ле-Буа (35229)
74. Пуає (35230)
75. Ранне (35235)
76. Ретьє (35239)
77. Рив-дю-Куенон (35282)
78. Риму (35242)
79. Ромазі (35244)
80. Романьє (35243)
81. Сен-Дідьє (35264)
82. Сен-Жан-сюр-Вілен (35283)
83. Сен-Жермен-дю-Пінель (35272)
84. Сен-Жермен-ан-Когле (35273)
85. Сен-Жорж-де-Рентамбо (35271)
86. Сен-Ілер-де-Ланд (35280)
87. Сен-Кристоф-де-Буа (35260)
88. Сен-Кристоф-де-Вален (35261)
89. Сен-Марк-ле-Блан (35292)
90. Сен-М'Ерве (35300)
91. Сен-Ремі-дю-Плен (35309)
92. Сен-Совер-де-Ланд (35310)
93. Сент-Коломб (35262)
94. Сент-Обен-де-Ланд (35252)
95. Сент-Уан-дез-Алле (35304)
96. Таї (35330)
97. Торсе (35338)
98. Турі (35335)
99. Флериньє (35112)
100. Форж-ла-Форе (35114)
101. Фужер (35115)
102. Шампо (35052)
103. Шатійон-ан-Ванделе (35072)
104. Шатобур (35068)
105. Шелен (35077)
106. Шовіньє (35075)